# Forte da Baleeira
O Forte da Baleeira, também conhecido como Forte de Nossa Senhora da Guia, é um monumento militar situado junto à localidade de Sagres, na região do Algarve, em Portugal. Foi construído no século XVI, para controlar a faixa costeira e proteger uma armação de atum. Foi atacado pela armada de Francis Drake em 1587, e reconstruído no século XVIII. Perdeu as suas funções militares no século XIX, ficando depois ao abandono.

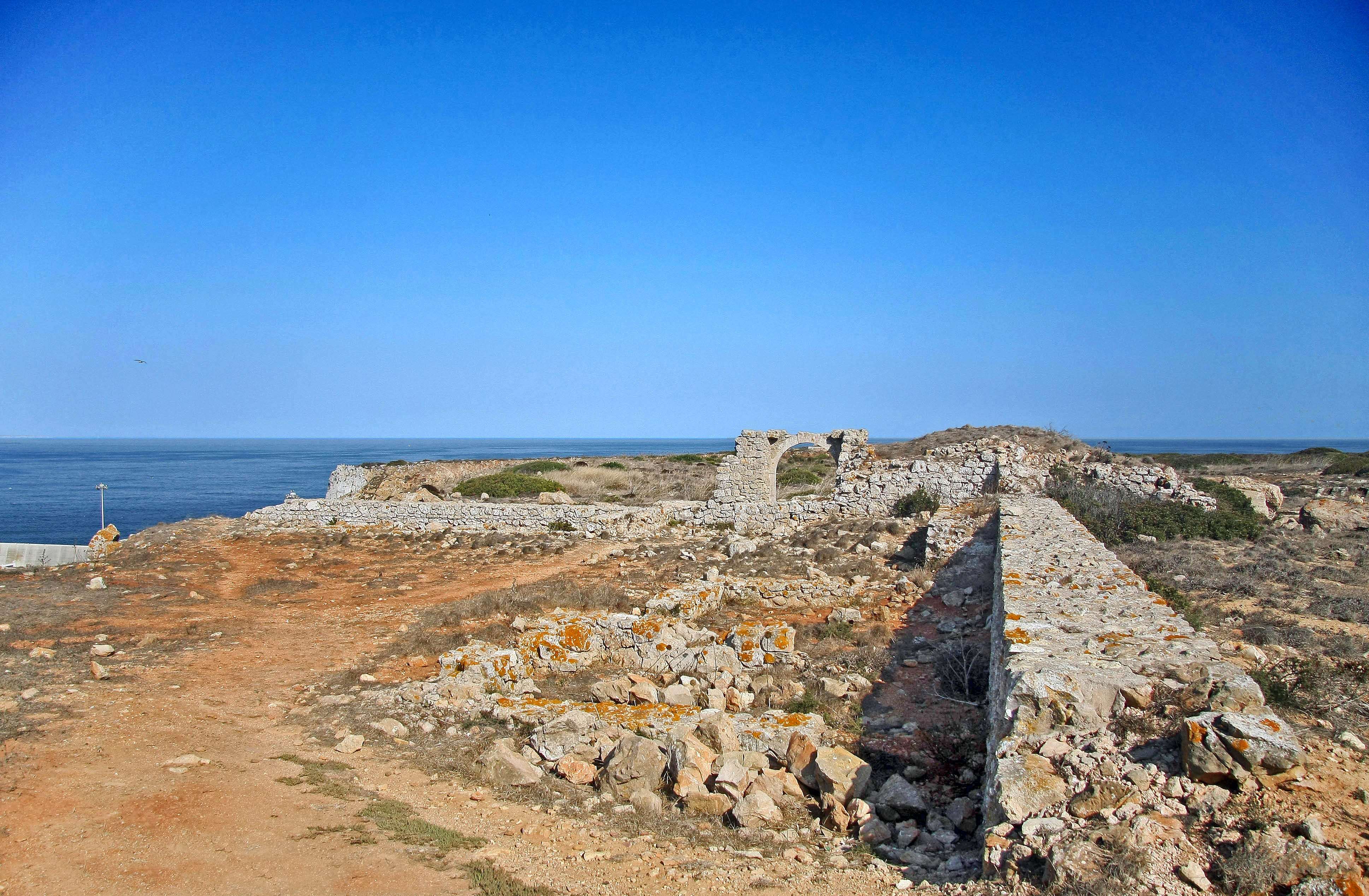
Ruínas no lado ocidental do forte, vendo-se no centro a antiga entrada.

## Descrição
O monumento está situado entre os promontórios conhecidos como Ponta da Atalaia e da Baleeira, nas imediações de uma praia com o mesmo nome, a cerca de um quilómetro de distância de Sagres, no sentido nascente. Localiza-se em terrenos privados, e não está oficialmente classificado pelo governo português, embora esteja integrado no Parque Natural da Costa Vicentina, que impõe várias limitações à construção de novos edifícios. Com efeito, devido à sua situação o monumento está muito ameaçado pelas construções ligadas à indústria turística, além da erosão por parte dos agentes naturais.
Os vários desenhos antigos do forte indicam que tinha foi construído originalmente seguindo um sistema semelhante ao da Fortaleza de Sagres, consistindo numa fortificação típica do período moderno, no estilo maneirista, com uma planta de forma triangular, totalmente amuralhada, e com um baluarte em cada ponta. Esta configuração em triângulo é considerada pouco comum, tendo sido imposta pelas condições do terreno em que se erguia. Um dos baluartes estava virado para a enseada da Baleeira, situada a Este, enquanto que um outro protegia o portal de entrada e a faixa costeira desde o cabo até à Fortaleza de Sagres. A muralha era de face mais comprida do lado da falésia, e possuía merlões, sendo aqui que estavam situadas as peças de artilharia. No interior situavam-se as casernas da guarnição permanente, que estavam anexas às muralhas, uma ermida dedicada a Nossa Senhora da Guia, no ponto Noroeste, e habitações para os pescadores, quando estes se refugiavam durante os ataques. O forte contava igualmente com uma plataforma situada fora das muralhas, no lado Oeste. O edifício desapareceu quase totalmente, tendo restado apenas os vestígios de alguns lanços da muralha, de um baluarte e dos aquartelamentos, além da arcaria do portal de entrada, em alvenaria.

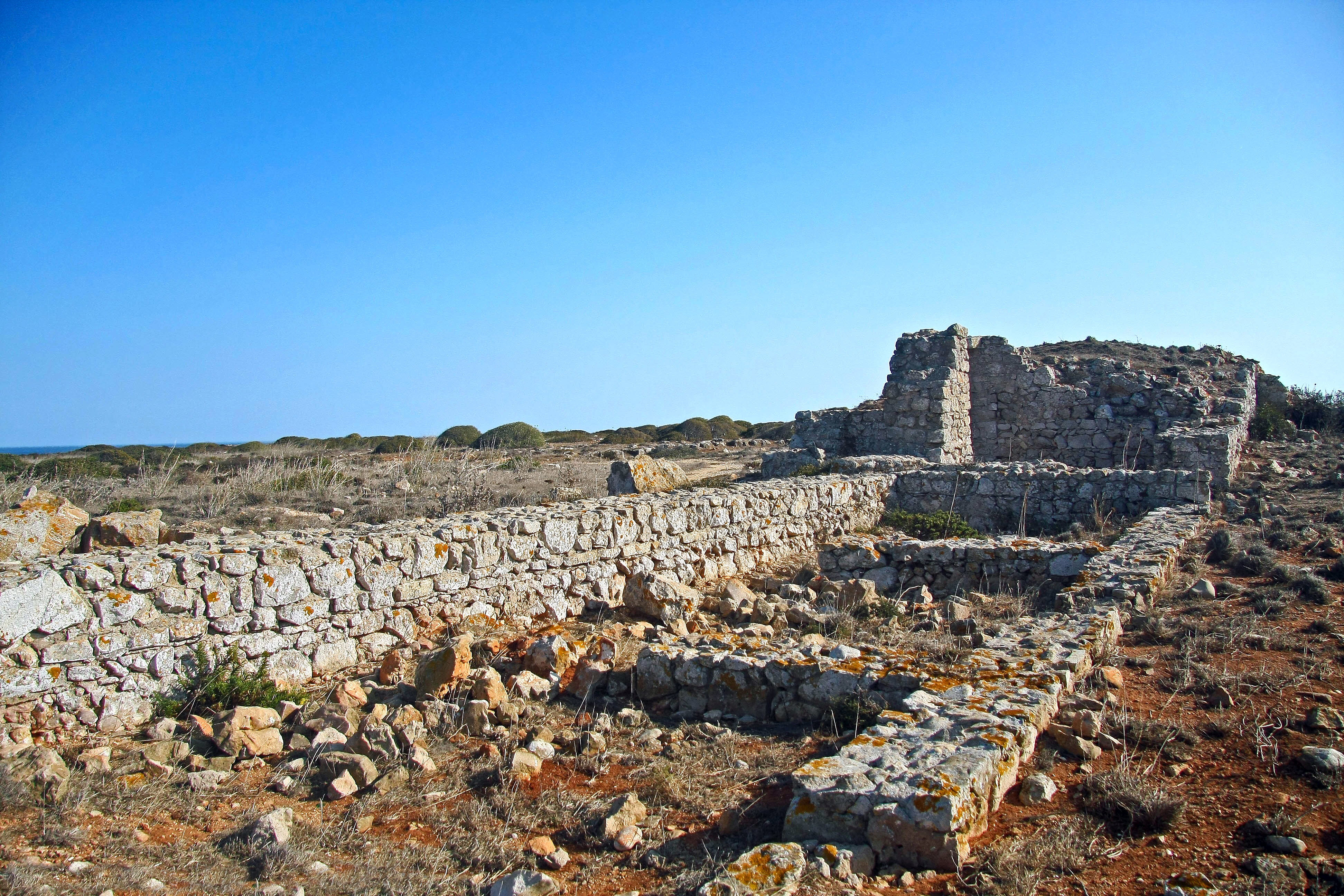
Outra vista das ruínas.

## História
O forte foi construído em data desconhecida, mas provavelmente terá sido entre 1568 e 1573, tendo sido visitada pelo rei D. Sebastião em 21 de Janeiro daquele ano. Servia para controlar um local da costa onde era possível desembarcar, e defender os pescadores que tinham ali uma armação de atum. Fazia parte de um sistema defensivo costeiro sob a dependência pela Fortaleza de Sagres, que também incluía os fortes de São Vicente e do Belixe.
Foi destruído durante as incursões militares do corsário Francis Drake, em 1587. Foi novamente atacado em Maio de 1620, desta vez por corsários de origem turca, que foram derrotados pela guarnição do forte e por reforços oriundos da praça de Lagos. Entre 1633 e 1634 foi alvo de obras de reconstrução por ordem do Governador do Algarve, D. Luís de Sousa, tendo conservado a sua planta triangular, passando a ter vários baluartes. Em 1644 existem registos de que a fortaleza estava equipada com peças de artilharia, e em 1666 foi tomada por uma armada espanhola, possuindo nessa altura apenas três peças de fogo. Foi quase totalmente destruída pelo Sismo de 1755, incluindo a capela no seu interior, que não foi reedificada. Em 1764 ainda estava muito arruinada, embora ainda estivesse equipada com algumas peças de artilharia. Em 1831 existem registos de que ainda estava guarnecida, e no período após as guerras liberais, passou a ser utilizado para combater o contrabando, estando nessa altura artilhada com uma peça funcional. Em 1894 o forte foi arrendado por hasta pública a João Maria da Cruz, que residia na cidade de Lagos, mas que no entanto o deixou ao abandono.
Foi transferido para o Ministério das Finanças em 1940, e na década de 1970 foi parcialmente demolido devido às obras de ampliação do Porto da Baleeira, tendo-se perdido os panos de muralha junto à falésia e dois baluartes. O Forte de Nossa Senhora da Guia foi um dos monumentos cujo processo de classificação foi prolongado pelo Despacho n.º 19338/2010, de 20 de Dezembro, de forma a evitar a sua prescrição. Foi novamente prorrogado pelo Decreto-Lei n.º 115/2011, de 5 de Dezembro, mas acabou por caducar nos termos do Decreto-Lei n.º 309/2009, de 23 de Outubro, modificado pelo Decreto-Lei n.º 265/2012, de 28 de Dezembro.

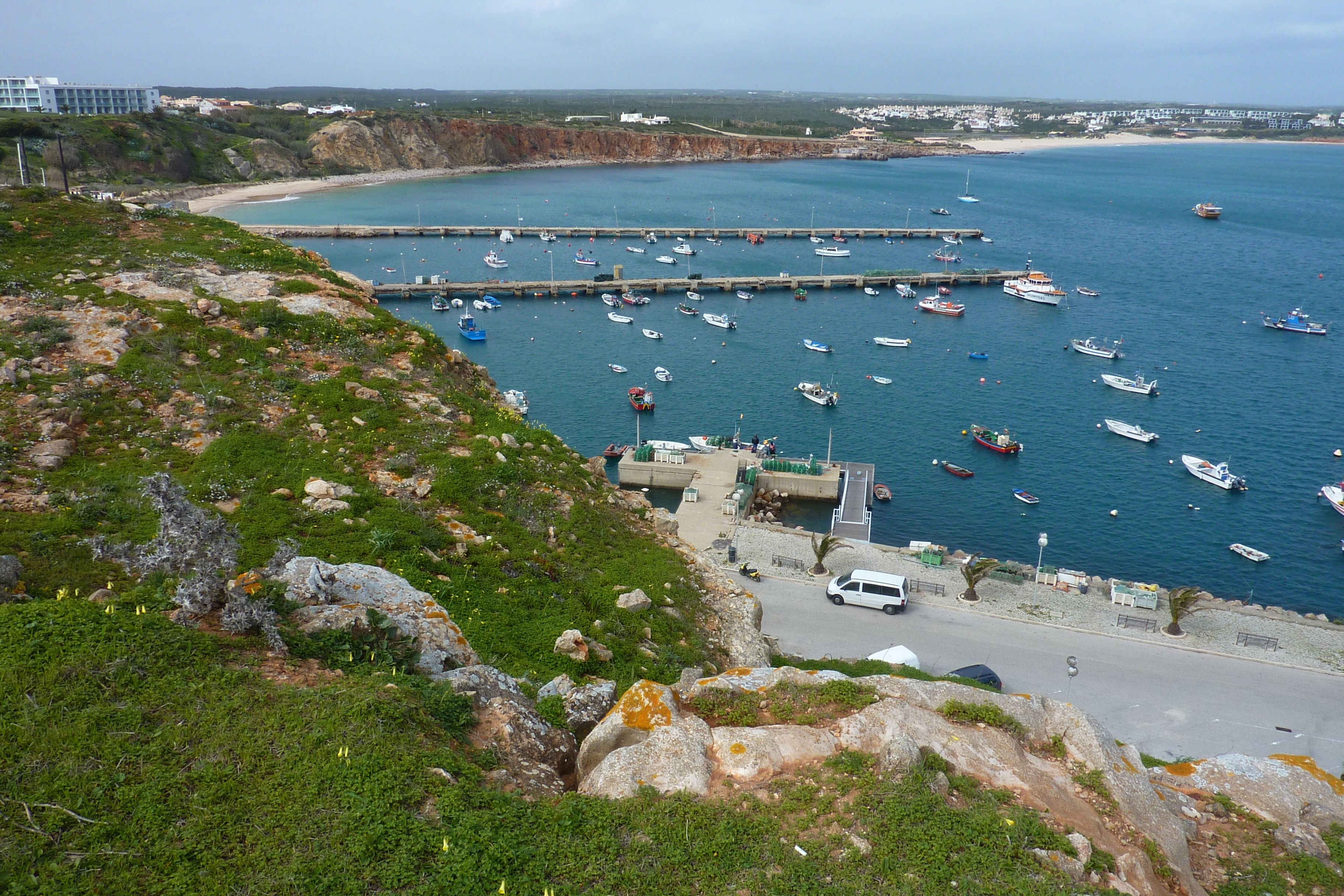
Vista das ruínas do forte para o Porto da Baleeira.

## Leitura recomendada
- Vilas e Aldeias do Algarve Rural 2ª ed. Faro: Globalgarve/Alcance/In Loco/Vicentina. 2003. 171 páginas. ISBN 972-8152-27-2